# Seefestspiele Mörbisch
A Burgenlandi Ünnepi Hetek (németül Seefestspiele Mörbisch) egy nyári operettelőadás-sorozat a burgenlandi Fertőmeggyesen. Évente kb. 150 000 nézője van.
1957 óta a Fertő parti színpadon (Seebühne) rendezik a fesztivál operett-, és néha musicalelőadásait.

## A fesztivál adatai
A színpad nagysága 42×20 méter. A nézőtér 6000 férőhelyes.

### Intendánsok

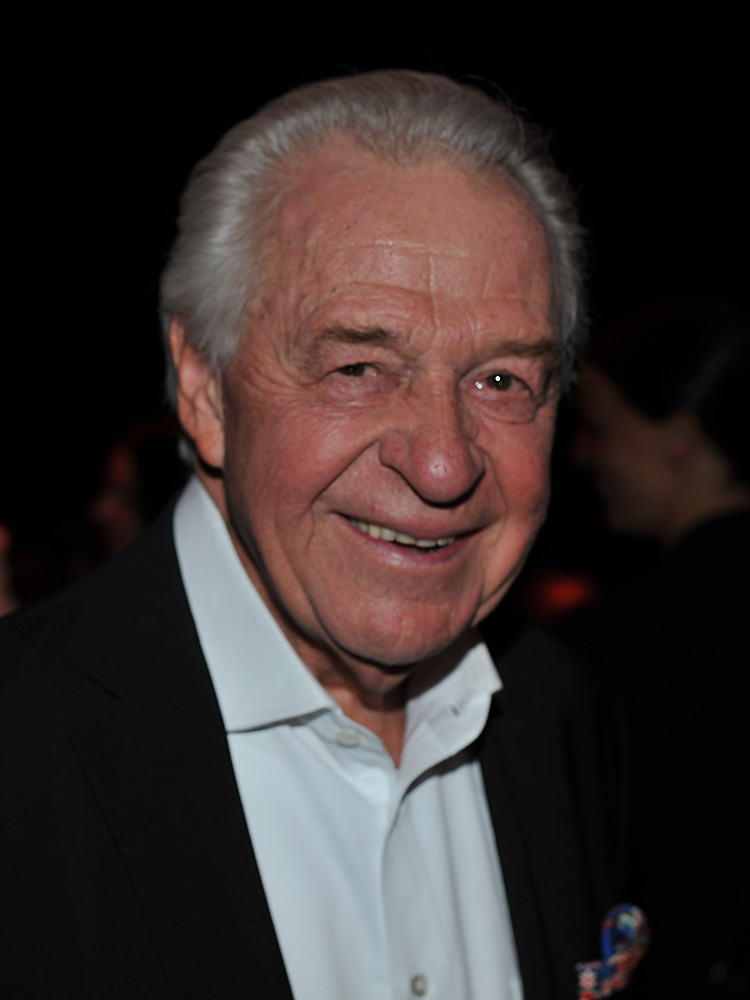
Harald Serafin

- 1957–1978: Herbert Alsen
- 1979–1980: Fred Liewehr [1]
- 1981–1983: Franziska Schurli[2]
- 1984–1989: Robert Herzl[3]
- 1990–1992: Rudolf Buczolich[4]
- 1993–2012: Harald Serafin

- 2012–2017: Dagmar Schellenberger
- 2018–2020: Peter Edelmann[5]
- 2021– : Alfons Haider[6]

### Zenei igazgató
- 1995–2008: Rudolf Bibl[7]

### Előadások

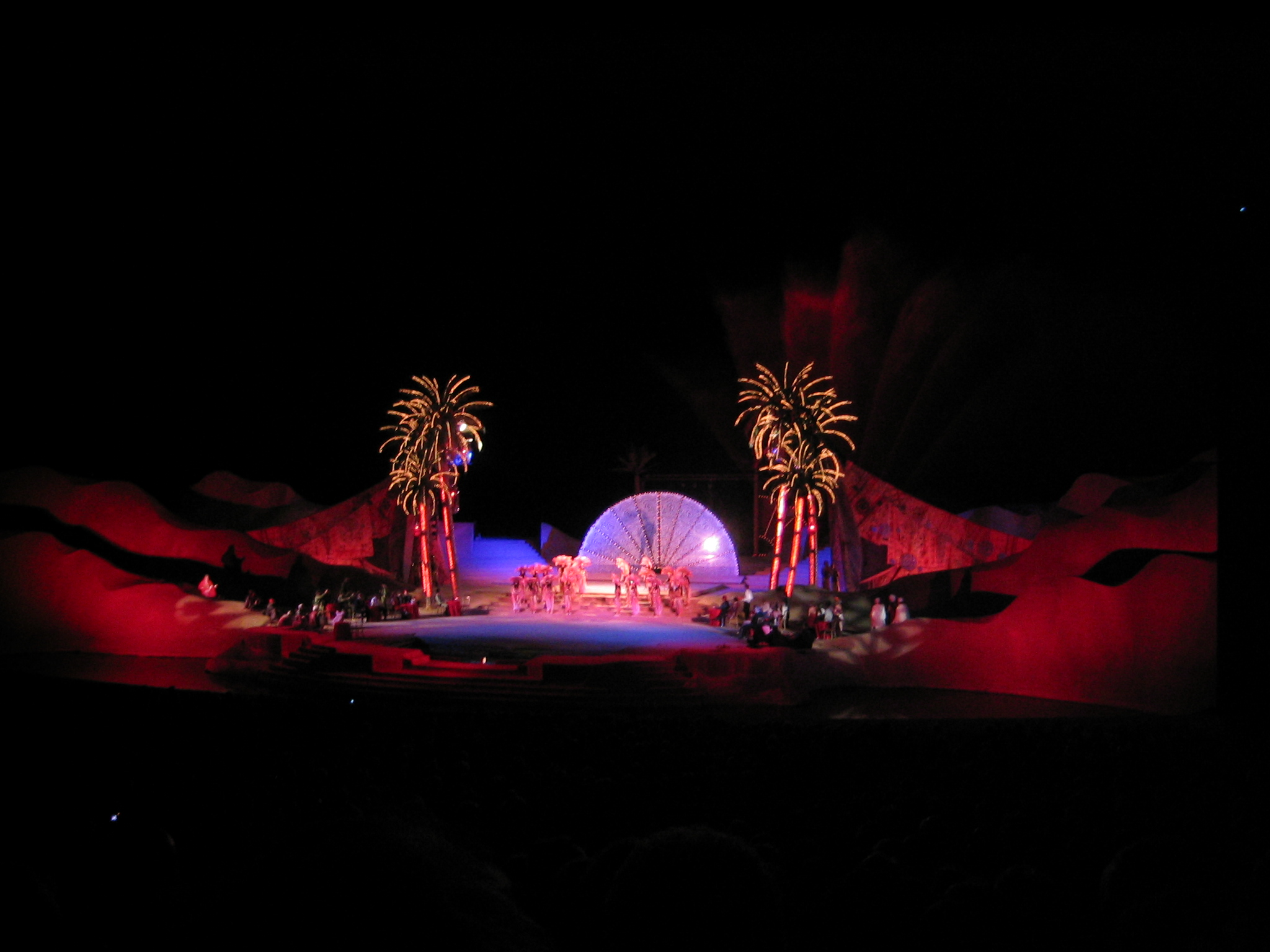
2003: Giuditta

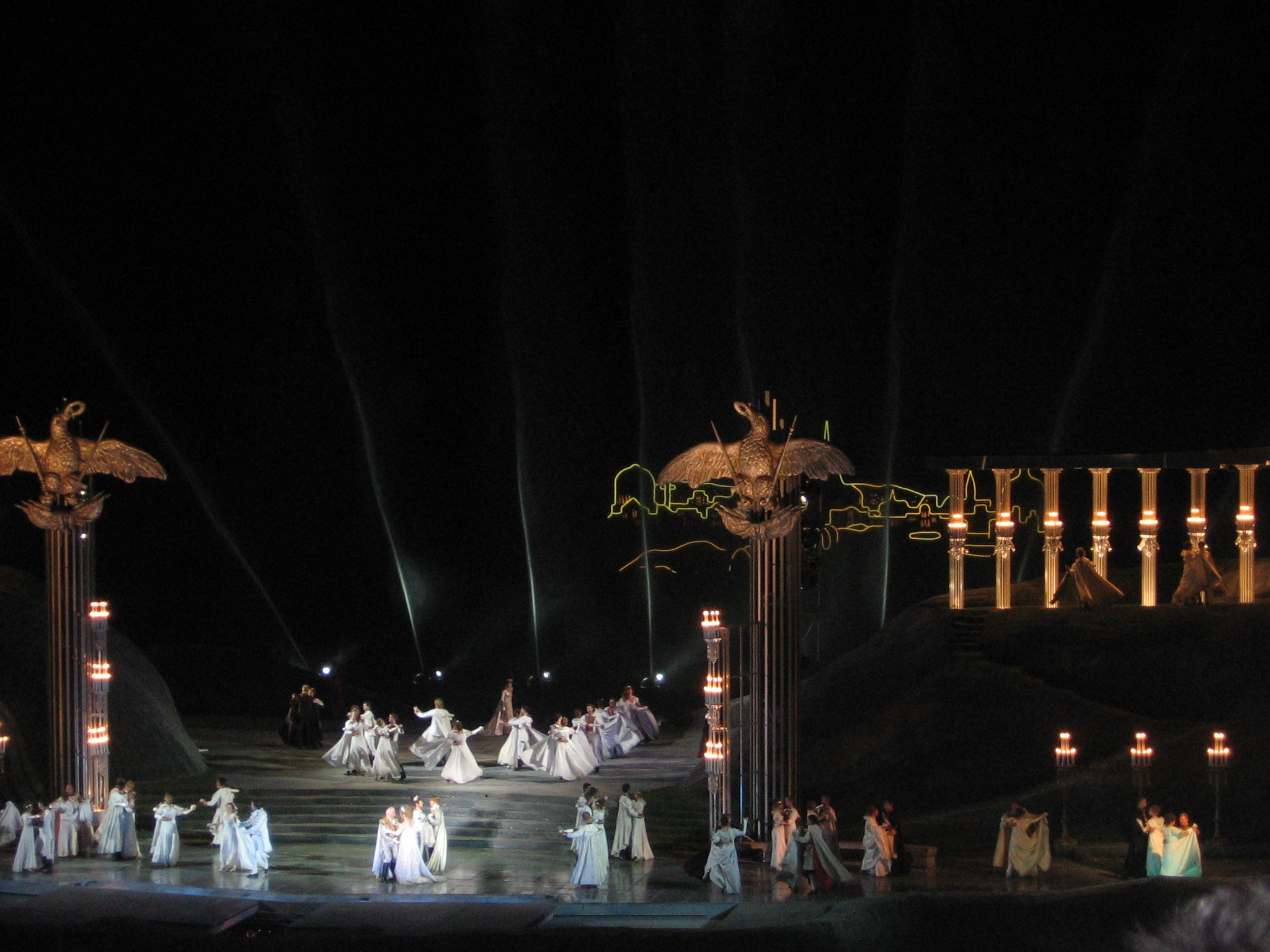
2007: Bécsi vér

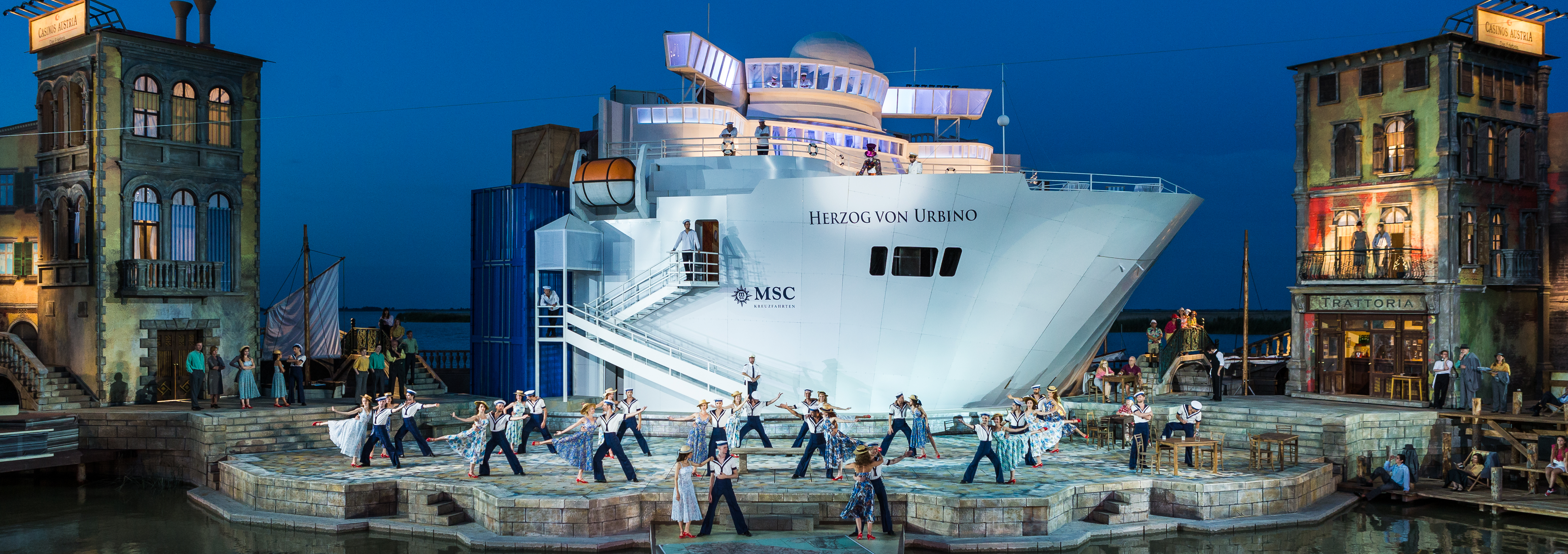
2015: Egy éj Velencében

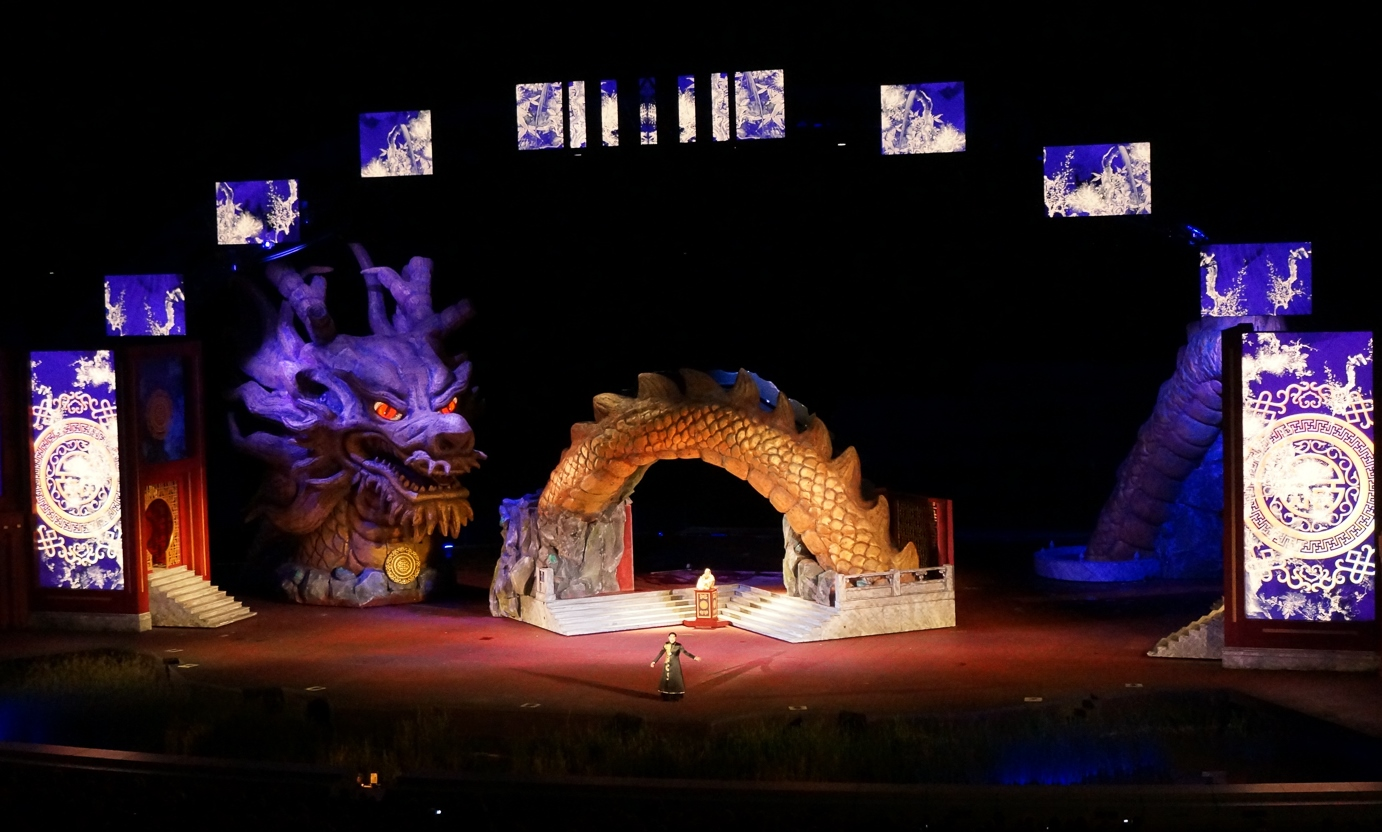
2019: A mosoly országa

Legtöbbször A cigánybárót mutatnak be.
| Év           | Operett                                        | Zeneszerző                                     | Rendező                                        |
| ------------ | ---------------------------------------------- | ---------------------------------------------- | ---------------------------------------------- |
| 1957 és 1958 | A cigánybáró                                   | Johann Strauss                                 | Fritz Diestel ill. Erwin Euller                |
| 1958         | Egy éj Velencében                              | Johann Strauss                                 | Fritz Diestel ill. Heinz Lambrecht             |
| 1959 és 1960 | A cigánybáró                                   | Johann Strauss                                 | Ernst Pichler                                  |
| 1959         | Marica grófnő                                  | Kálmán Imre                                    | Alfred Walter                                  |
| 1960         | Viktória                                       | Ábrahám Pál                                    | Kurt Pscherer                                  |
| 1961         | Csárdáskirálynő                                | Kálmán Imre                                    | Kurt Pscherer                                  |
| 1962         | A cigánybáró                                   | Johann Strauss                                 | Karl Heinz Krahl                               |
| 1963         | Gasparone                                      | Carl Millöcker                                 | Otto Ambros                                    |
| 1964         | A víg özvegy                                   | Lehár Ferenc                                   | Otto Fritz                                     |
| 1965         | Hawaii rózsája                                 | Ábrahám Pál                                    | Otto Fritz                                     |
| 1966         | A cigánybáró                                   | Johann Strauss                                 | Mikó András                                    |
| 1967         | Venus in Seide                                 | Robert Stolz                                   | Karl Heinz Haberland                           |
| 1968         | Marica grófnő                                  | Kálmán Imre                                    | Mikó András                                    |
| 1969         | A koldusdiák                                   | Carl Millöcker                                 | Hermann Wedekind                               |
| 1970         | Die ungarische Hochzeit                        | Nico Dostal                                    | Kurt Pscherer                                  |
| 1971         | Csárdáskirálynő                                | Kálmán Imre                                    | Kurt Pscherer                                  |
| 1972         | Egy éj Velencében                              | Johann Strauss                                 | Otto Fritz                                     |
| 1973         | Viktória                                       | Ábrahám Pál                                    | Rolf Kutschera                                 |
| 1974         | A madarász                                     | Carl Zeller                                    | Karl Dönch                                     |
| 1975         | A cigánybáró                                   | Johann Strauss                                 | Mikó András                                    |
| 1976         | A mosoly országa                               | Lehár Ferenc                                   | Karl Dönch                                     |
| 1977         | Maske in Blau                                  | Fred Raymond                                   | Robert Herzl                                   |
| 1978         | A cirkuszhercegnő                              | Kálmán Imre                                    | Robert Herzl                                   |
| 1979         | Marica grófnő                                  | Kálmán Imre                                    | Kurt Pscherer                                  |
| 1980         | A denevér                                      | Johann Strauss                                 | Kurt Pscherer                                  |
| 1981         | A cigánybáró                                   | Johann Strauss                                 | Glado von May                                  |
| 1982         | Varázskeringő                                  | Oscar Straus                                   | Robert Herzl                                   |
| 1983         | Die gold’ne Meisterin                          | Edmund Eysler                                  | Robert Herzl                                   |
| 1984         | A cirkuszhercegnő                              | Kálmán Imre                                    | Kurt Huemer                                    |
| 1985         | Im weißen Rößl                                 | Ralph Benatzky                                 | Robert Herzl                                   |
| 1986         | A cigánybáró                                   | Johann Strauss                                 | Robert Herzl                                   |
| 1987         | Marica grófnő                                  | Kálmán Imre                                    | Robert Herzl                                   |
| 1988         | Egy éj Velencében                              | Johann Strauss                                 | Robert Herzl                                   |
| 1989         | A mosoly országa                               | Lehár Ferenc                                   | Otto Fritz                                     |
| 1990         | Csárdáskirálynő                                | Kálmán Imre                                    | Németh Sándor                                  |
| 1991         | Sissi und Romy                                 | Roland Baumgartner                             | Edwin Zbonek                                   |
| 1992         | A cigánybáró                                   | Johann Strauss                                 | Wilfried Steiner                               |
| 1993         | A víg özvegy                                   | Lehár Ferenc                                   | Michael Maurer                                 |
| 1994         | Bécsi vér                                      | Johann Strauss                                 | Alexander Waechter                             |
| 1995         | A koldusdiák                                   | Carl Millöcker                                 | Winfried Bauernfeind                           |
| 1996         | A denevér                                      | Johann Strauss                                 | Elmar Ottenthal                                |
| 1997         | Párizsi élet                                   | Jacques Offenbach                              | Alain Marcel                                   |
| 1998         | A madarász                                     | Carl Zeller                                    | Winfried Bauernfeind                           |
| 1999         | Egy éj Velencében                              | Johann Strauss                                 | Helmuth Lohner                                 |
| 2000         | A cigánybáró                                   | Johann Strauss                                 | Heinz Marecek                                  |
| 2001         | A mosoly országa                               | Lehár Ferenc                                   | Winfried Bauernfeind                           |
| 2002         | Csárdáskirálynő                                | Kálmán Imre                                    | Helmuth Lohner                                 |
| 2003         | Giuditta                                       | Lehár Ferenc                                   | Gernot Friedel                                 |
| 2004         | Marica grófnő                                  | Kálmán Imre                                    | Winfried Bauernfeind                           |
| 2005         | A víg özvegy                                   | Lehár Ferenc                                   | Helmuth Lohner                                 |
| 2006         | Luxemburg grófja                               | Lehár Ferenc                                   | Dietmar Pflegerl                               |
| 2007         | Bécsi vér                                      | Johann Strauss                                 | Maximilian Schell                              |
| 2008         | Im weißen Rößl                                 | Ralph Benatzky                                 | Karl Absenger                                  |
| 2009         | My Fair Lady                                   | Frederick Loewe                                | Helmuth Lohner                                 |
| 2010         | A cárevics                                     | Lehár Ferenc                                   | Peter Lund                                     |
| 2011         | A cigánybáró                                   | Johann Strauss                                 | Brigitte Fassbaender                           |
| 2012         | A denevér                                      | Johann Strauss                                 | Helmuth Lohner                                 |
| 2013         | A koldusdiák                                   | Carl Millöcker                                 | Ralf Nürnberger                                |
| 2014         | Anatevka                                       | Jerry Bock                                     | Karl Absenger                                  |
| 2015         | Egy éj Velencében                              | Johann Strauss                                 | Karl Absenger                                  |
| 2016         | Viktória                                       | Ábrahám Pál                                    | Andreas Gergen                                 |
| 2017         | A madarász                                     | Carl Zeller                                    | Axel Köhler                                    |
| 2018         | Marica grófnő                                  | Kálmán Imre                                    | Karl Absenger                                  |
| 2019         | A mosoly országa                               | Lehár Ferenc                                   | Leonard Prinsloo                               |
| 2020         | lemondtak a COVID–19-koronavírus-járvány miatt | lemondtak a COVID–19-koronavírus-járvány miatt | lemondtak a COVID–19-koronavírus-járvány miatt |
| 2021         | West Side Story                                | Leonard Bernstein                              | Werner Sobotka                                 |
| 2022         | The King and I                                 | Richard Rodgers                                | Simon Eichenberger                             |
| 2023         | Mamma Mia!                                     | Benny Andersson és Björn Ulvaeus               |                                                |

### Korábban fellépett művészek (válogatás)
| - Marina Alsen, 1964, 1967, 2015 - Anja-Nina Bahrmann, 2006 - Sari Barabas, 1960, 1961, 1964, 1967 - Rosy Barsony, 1967 - Verena Barth-Jurca, 2015, 2016 - Erwin Belakowitsch, 2013, 2014 - Helmut Berger-Tuna, 1998, 2000 - Rupert Bergmann, 2013, 2014 - Alfred Böhm, 1977, 1982 - Henryk Böhm, 2013 - Kurt Böhme, 1975 - Christian Boesch, 1969 - Jochen Brockmann, 1976 - Rudolf Carl, 1959, 1964, 1968 - Heinz Conrads, 1971 - Rudolf Christ, 1967, 1968 - Dorothea Chryst, 1974 - Ciro de Luca, 2010 - Karl Dönch, 1974, 1978, 1979, 1980 - Rui dos Santos, 2013, 2016 - Felix Dvorak, 1978, 1981 - Gerhard Ernst, 1991, 2004, 2014, 2017 - Heinz Ehrenfreund, 1976, 1980 - Richard Eybner, 1975 - Sieglinde Feldhofer, 2010, 2012, 2017 - Rainhard Fendrich, 2008 - Günther Frank, 1972, 1973 - Harry Friedauer, 1959 - Gail Gilmore, 1979, 1981 - Walter Goldschmidt, 1970, 1971, 1972, 1974, 1975 - Hugo Gottschlich, 1978, 1979 - Kurt Großkurth, 1970, 1971 - Ingrid Habermann, 1999, 2013, 2014 | - Harry Hardt, 1976 - Johannes Heesters, 1973 - Robert Herzl, 1974 - Sylvia Holzmayer, 1977 - Kurt Huemer, 1977, 1978, 1979 - Mirjana Irosch, 1976, 1980, 1981, 1987, 1993, 1995, 2005 - Gundula Janowitz, 1987 - Peter Josch, 1979 - Marko Kathol, 2004, 2006, 2010 - Waldemar Kmentt, 1980 - Dagmar Koller, 1977, 1982, 1985 - Ossy Kolmann, 1974, 1976, 1988 - Johannes Martin Kränzle, 1995 - Horst Lamnek, 2017, 2018 - Peter Lesiak, 2016 - Marika Lichter, 1998 - Fred Liewehr, 1977 - Herbert Lippert, 1994, 2012, 2015 - Helmut Lohner, 2009 - Guggi Löwinger, 1960, 1970, 1971, 1973 - Michael Maertens, 2009 - Sigrid Martikke, 1973, 1974, 1975 - Iva Mihanovic, 2007 - Vida Mikneviciute, 2018 - Peter Minich, 1974, 1976, 1978 - Corneliu Murgu, 1980 - Nera Nicol, 1973 - Klaus Ofczarek, 1969 - Helga Papouschek, 1965, 1976, 1978 - Stephan Paryla, 2003, 2014 - Roman Payer, 2018 - Barbara Payha, 1997 - Olaf Plassa, 2013, 2014 | - Linda Plech, 2011, 2013 - Herbert Prikopa, 1958, 1988, 1991, 1992 - Joesi Prokopetz, 2015 - Elena Puszta, 2015, 2017 - Else Rambausek, 1959, 1961, 1963 - Elfriede Ramhapp, 1958, 1974 - Alexandra Reinprecht, 2010, 2012 - Mirko Roschkowski, 2013, 2015 - Helge Rosvaenge, 1958 - Lotte Rysanek, 1958 - Johannes Schauer, 1980 - Dagmar Schellenberger, 2004, 2005, 2014, 2015, 2016, 2017 - Vera Schoenenberg, 2002 - Marianne Schönauer, 1970, 1989, 1990 - Ingeborg Schöpf, 2008 - Gretl Schörg, 1976 - Margit Schramm, 1971 - Nikolai Schukoff, 2004 - Friedrich-W. Schwardtmann, 2003, 2007, 2010 - Paul Schweinester, 2017 - Daniel Serafin, 2005, 2007 - Harald Serafin, 1969, 2012 - Tiberius Simu, 2010 - Franziska Stanner, 2013, 2014 - Rudolf Strobl, 1978 - Ernst-Dieter Suttheimer, 1981, 2015 - Helga Thieme, 1980 - Maria Tiboldi, 1972 - Vico Torriani, 1972 - Jeffrey Traganza, 2015, 2016 - Natalia Ushakova, 2003 - Ljuba Welitsch, 1969, 1970, 1971 - Grete Zimmer, 1978, 1979 |